# Molione
Genre
Molione est un genre d'araignées aranéomorphes de la famille des Theridiidae.

## Distribution
Les espèces de ce genre se rencontrent en Asie du Sud-Est, en Asie de l'Est et en Asie du Sud.

## Liste des espèces
Selon World Spider Catalog (version 24, 21/07/2023) :
- Molione christae Yoshida, 2003
- Molione kinabalu Yoshida, 2003
- Molione lemboda Gao & Li, 2010
- Molione triacantha Thorell, 1893
- Molione trispinosa (O. Pickard-Cambridge, 1873)
- Molione uniacantha Wunderlich, 1995

## Systématique et taxinomie
Ce genre a été décrit par Thorell en 1893 dans les Theridiidae.

## Étymologie
Ce genre est nommé en référence à Molioné.

## Publication originale
- Thorell, 1893 : « Novae species aranearum a Cel. Th. Workman in ins. Singapore collectae. » Bollettino della Società Entomologica Italiana, vol. 24, no 3, p. 209-252 (texte intégral).